# Organismo Internacional de Juventude para a Ibero-América
O Organismo Internacional de Juventude para Ibero-América (OIJ), em espanhol: Organismo Internacional de Juventud para Iberoamérica, é um organismo internacional público dedicado exclusivamente à juventude no espaço ibero-americano. É uma plataforma que articula governos, juventudes, sociedade civil, academia e sector privado, se consolidando como um espaço de construção coletiva para os direitos, a participação e a autonomia juvenil

## Funções
Seu propósito é que os mais de 160 milhões de pessoas jovens da região possam:
- Participar activamente nas decisões que afectam suas vidas e comunidades.
- Aceder a ferramentas, formação e acompanhamento para fortalecer seus projectos, lideranças e organizações.
- Ser reconhecidas como actores finque na transformação social, política e ambiental de seus países e de Ibero-América em seu conjunto.

O OIJ é singular e estratégico porque:
- Conta com personalidade jurídica internacional, permitindo-lhe assinar acordos, mobilizar recursos e actuar em nome dos 21 Estados membros.
- Promove um enfoque integral e interseccional, trabalhando em educação, emprego, saúde mental, género, sustentabilidade e direitos humanos.
- Actua como facilitador e conector, articulando juventudes com os grandes espaços de decisão regional e global.

## História

### Origem e Fundação
- 1992: Criação como Organização Iberoamericana de Juventude mediante um Acordo de Colaboração entre a OEI e a Conferência Iberoamericana de Juventude.[1]
- 1996: Constituição formal como Organismo Internacional, integrando os 21 países membros da Cimeira Ibero-americana de Chefes de Estado e de Governo.
- 2020: Refundación institucional com um Plano Integral de Gestão, que modernizou sua estrutura, fortaleceu o Espaço Ibero-Americano de Juventude e abriu novos canais de cooperação com bancos de desenvolvimento e organismos multilaterais.

- 17 de maio de 2025: Início de uma nova etapa com a tomada de posse de Alexandre Pupo Quintino como Secretário Geral, dando passo aos Novos Eixos de Acção 2025–2029, que priorizam inovação digital, inteligência artificial, participação juvenil efetiva e segmentação de audiências para ampliar o impacto.

## Evolução
Desde sua criação em 1992, o OIJ tem transitado um caminho de transformação constante, adaptando aos desafios da cada época para responder melhor às realidades juvenis da região.
- Década de 1990: Surge como um espaço de coordenação e cooperação técnica entre países, consolidando a Convenção Ibero-Americana de Direitos dos Jovens, primeiro instrumento jurídico regional na matéria.
- 2000-2010: Amplia seu campo de acção com programas regionais de emprego jovem, empreendimento e participação política.
- 2010-2020: Converte-se em plataforma de articulação multiactor, com ênfase em investigação, geração de dados e formação de líderes juvenis.
- 2020-2024: Implementa seu Refundación, modernizando processos administrativos e financeiros, consolidando alianças com bancos de desenvolvimento e organismos multilaterais.
- 2025 em adiante: Inicia um novo ciclo com a chegada de Alexandre Pupo Quintino como Secretário Geral, quem promove a inteligência artificial, a segmentação de audiências e a inovação de comunicação como ferramentas finque para fortalecer o trabalho com juventudes.

## Missão e Visão

### Missão
Promover o exercício pleno dos direitos das pessoas jovens na Ibero-América, gerando políticas públicas baseadas em evidência, fortalecendo capacidades institucionais e mobilizando alianças multissetoriais para a transformação social.

### Visão
Ser o organismo de referência em juventude a nível global, impulsionando a emancipação juvenil através da inovação digital, a justiça climática, a equidade de género e a participação política interseccional.

## Linha de Tempo Destacada
| Ano          | Meta principal                                                                             |
| 1992         | Fundação como Organização Iberoamericana de Juventude.                                     |
| 1996         | Constituição como organismo internacional com personalidade jurídica plena.                |
| 2005         | Primeiro programa regional de empreendimento juvenil.                                      |
| 2012         | Promulgação da Convenção Iberoamericana de Direitos dos Jovens.                            |
| 2020         | Refundación e aprovação do Plano Integral de Gestão.                                       |
| 2021         | Lançamento da Encuesta Iberoamericana de Juventudes junto a CAF e INJUV Chile.             |
| 2023         | Criação do Escritório do OIJ em Brasil para operações territoriais e assessorias técnicas. |
| 17 Maio 2025 | Tomada de posse de Alexandre Pupo como Secretário Geral, em Nova York.                     |

## Estados membros
O organismo está composto actualmente por 21 países: Argentina, Bolívia, Brasil, Colômbia, Costa Rica, Chile, Cuba, República Dominicana, Equador, Espanha, El Salvador, Guatemala, Honduras, México, Nicarágua, Panamá, Paraguai, Peru, Portugal, Uruguai e Venezuela.

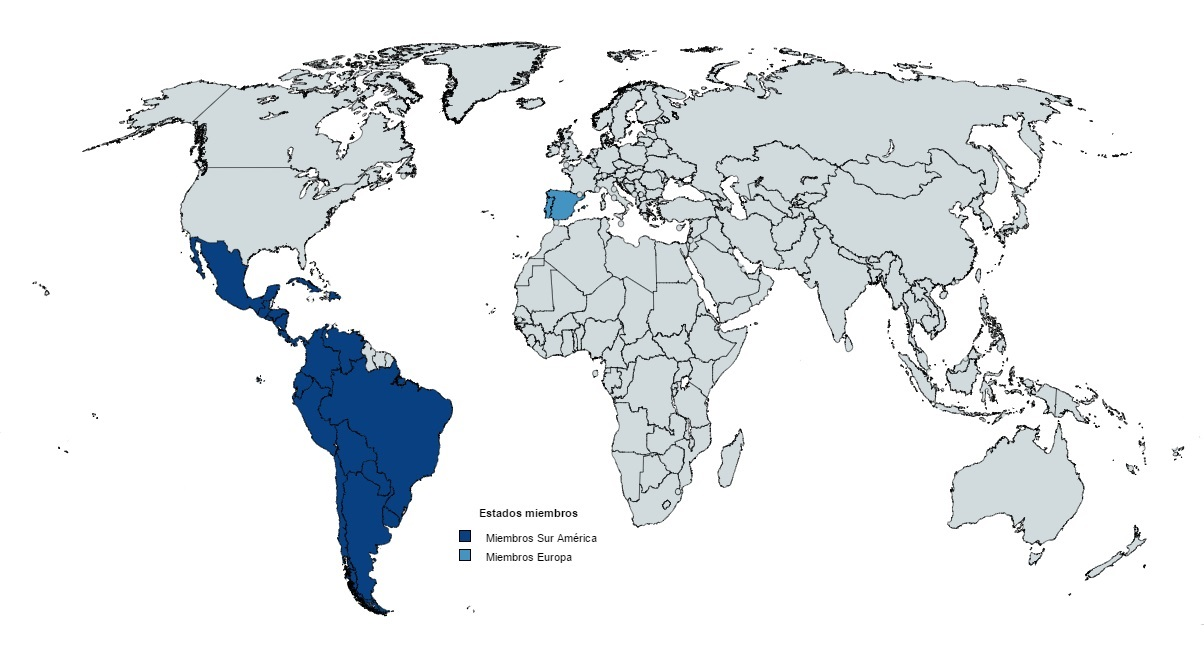
Estados membros na Região Iberoamericana: América (azul escuro) e Europa (azul)

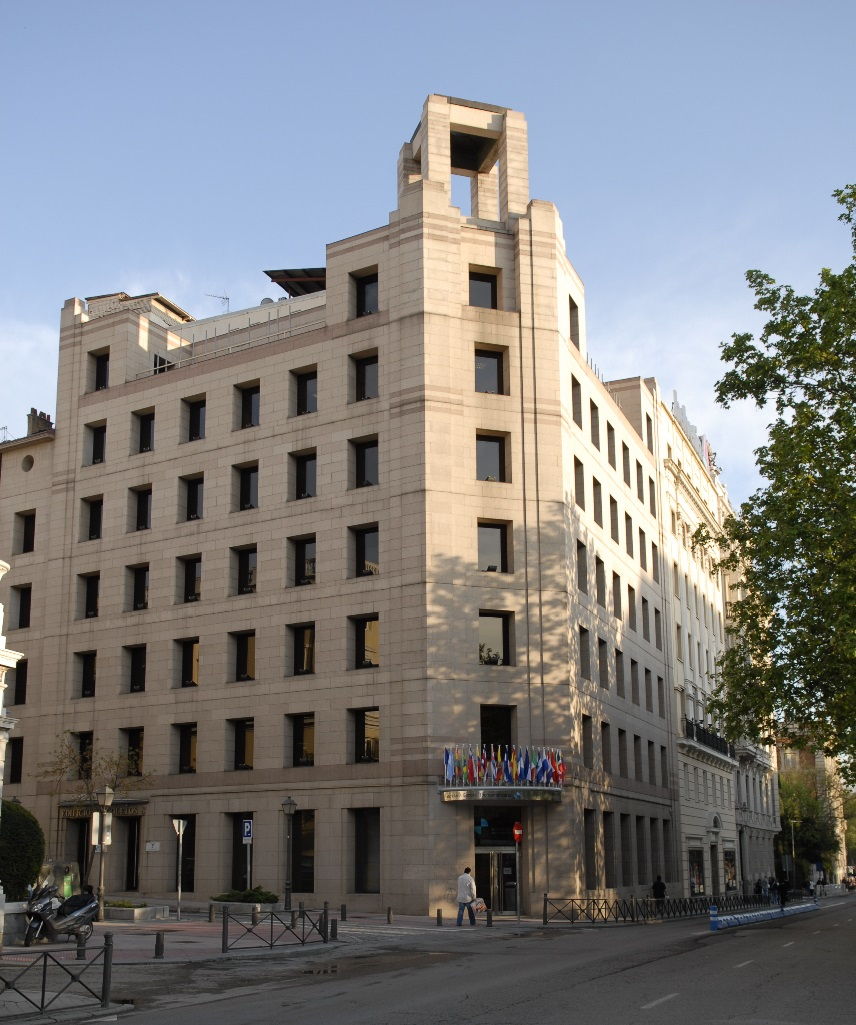
Sede do OIJ, em Madri

O organismo conta com a sede da Secretaria Geral em Espanha. Em 1998, depois da obtenção de personalidade jurídica, estabelece-se o domicílio legal e sede central na capital de Espanha, Madri.
Os escritórios e departamentos do mesmo encontram-se no edifício Recoletos 8, no passeio de Recoletos da capital espanhola.

## Secretaria Geral

Atual Secretário Geral, Alexandre Pupo

Alexandre Pupo Quintino assumiu como Secretário Geral do OIJ o 17 de maio de 2025, marcando o início de uma nova etapa de fortalecimento institucional e abertura regional. É licenciado em Direito pela Pontifícia Universidade Católica de São Paulo (2015) e licenciado em Ciências Sociais pela Universidade de São Paulo (2019), onde também obteve seu Mestrado em Sociologia (2022).
Antes de sua eleição como Secretário Geral, foi Assessor na Assessoria Especial da Presidência do Brasil (2023–2024), onde coordenou o rastreamento de temas estratégicos de política exterior, elaborou relatórios de apoio à tomada de decisões de alto nível e participou em diversas cúpulas multilaterais. Sua experiência também inclui trabalho como consultor para organizações internacionais em democracia, justiça climática, direitos humanos e fortalecimento da participação juvenil.
Ao longo de sua trajetória, tem impulsionado projectos de articulação de sociedade civil e cooperação internacional, sempre com um enfoque na emancipação juvenil e a construção de políticas públicas inclusivas.

## Visão e liderança
Pupo promove a ideia de que a juventude não é um simples grupo etário, sina uma etapa vital para construir um futuro próprio e coletivo. Baixo sua gestão, o OIJ prioriza a inovação digital, a inteligência artificial, a saúde mental, a democracia participativa e a interssecionalidade como eixos de trabalho, integrados no Plano de Acção 2025–2029.

## Eixos Estratégicos e Prioridades 2025–2029
Com uma mirada profundamente alinhada à Nova Agenda de Juventudes e uma vocação transformadora, a gestão do Secretário Geral Alexandre Pupo articula-se em torno de cinco prioridades estratégicas que orientam as acções do OIJ neste ciclo:
1. Juventudes e Democracia: Fortalecer a participação juvenil nos processos democráticos, promovendo seu envolvimento na tomada de decisões, a liderança política e a construção de instituições mais inclusivas e representativas.
2. Justiça Socioambiental e Mudança Climática: Impulsionar a justiça climática e a transição ecológica justa, reconhecendo às juventudes como actores finque na defesa do ambiente, a sustentabilidade e a resiliência comunitária em frente aos impactos da mudança climática.
3. Mundo do Trabalho e Emancipação Juvenil: Garantir condições para a autonomia e a emancipação das pessoas jovens mediante acesso a emprego digno, formação para o trabalho, empreendimento e sistemas de protecção social inclusivos.
4. Saúde Mental, Bem-estar e Meio Digital: Priorizar o bem-estar integral, a saúde mental e a criação de meios digitais seguros, reconhecendo o impacto da tecnologia na vida quotidiana e a necessidade de garantir espaços digitais livres de violência e discriminação.
5. Inclusão, Equidade e Interseccionalidade: Incorporar um enfoque interseccional em todas as acções, promovendo a igualdade de género, a justiça racial, os direitos de pessoas LGBTQI+, povos originários e outras populações historicamente excluídas.

## Idiomas oficiais
Devido à diversidade e heterogeneidade de seus países membros, bem como à rica herança linguística e cultural dos mesmos, estabelecem-se como idiomas oficiais do organismo o espanhol e o português.